# Abetti (kráter)
Abetti je malý nezřetelný kráter o průměru 1,6 km nacházející se u jihovýchodního okraje Mare Serenitatis (Moře jasu) v blízkosti hory Mons Argaeus (severozápadním směrem) na přivrácené straně Měsíce. Je prakticky celý zatopen lávou.
Severovýchodně se nachází kráter Clerke, jiho-jihozápadně pak kráter Dawes.

## Název
Je pojmenován podle italského astronoma Antonia Abettiho a jeho syna Giorgia Abettiho, také astronoma.